# Etlingera balikpapanensis
Etlingera balikpapanensis är en enhjärtbladig växtart som beskrevs av Axel Dalberg Poulsen. Etlingera balikpapanensis ingår i släktet Etlingera och familjen Zingiberaceae. Inga underarter finns listade i Catalogue of Life.